# Pearson, Georgia
Pearson är en ort i den amerikanska delstaten Georgia med en yta av 7,5 km² och en folkmängd som uppgår till 1 805 invånare (2000). Pearson är administrativ huvudort i Atkinson County. Orten grundades officiellt den 27 december 1890.